# یواس‌اس اوریال (ای‌اس-۲۲)
یواس‌اس اوریال (ای‌اس-۲۲) (به انگلیسی: USS Euryale (AS-22)) یک کشتی است که طول آن ۴۹۲ فوت ۶ اینچ (۱۵۰٫۱۱ متر) می‌باشد. این کشتی در سال ۱۹۴۱ ساخته شد.